# Carex sychnocephala
Carex sychnocephala là một loài thực vật có hoa trong họ Cói. Loài này được J.Carey mô tả khoa học đầu tiên năm 1847.